# Дін (ураган)
Ураган Дін (англ. Hurricane Dean) — найсильніший тропічний циклон сезону атлантичних ураганів 2007 року. Найпотужніший північноатлантичний ураган після урагану Вільма 2005 року, Дін став 7-м за силою і 3-м серед атлантичних ураганів по завданих збитках за всю історію.

## Зона впливу

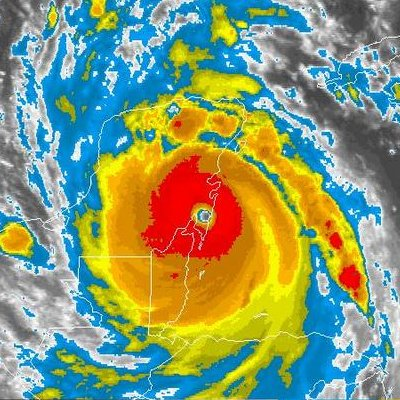
Ураган Дін 5 категорії біля узбережжя Мексики

Він досяг 5-ї категорії за п'ятибальною шкалою Саффіра — Сімпсона — найвищої категорії небезпеки, при якій швидкість вітру перевищує 250 км/год перед тим, як вийти на узбережжя Мексики. Згідно зі звітом Національного центру США зі спостереження за ураганами, за приблизними оцінками, жертвами урагану стали 32 людини: 14 загиблих на Гаїті, 12 — в Мексиці, 3 — на Ямайці, 2 — в Домініці, 1 — в Сент Люсії.
Згідно з підрахунками американських експертів, економічні збитки від «Діна» для Малих Антильських островів і Ямайки склав не менше півтора мільярда доларів.